# Boris Mironowitsch Feldman

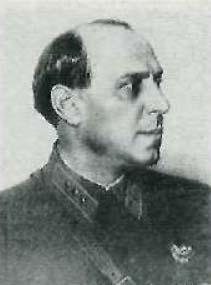
Boris Feldman

Boris Mironowitsch Feldman (russisch Борис Миронович Фельдман; * Januar 1890 in Pinsk im Gouvernement Minsk; † 12. Juni 1937 in Moskau) war ein sowjetischer Offizier im Range eines Korpskommandeurs (Komkor) und Mitglied der Kommunistischen Partei Russlands (Bolschewiki) seit 1919. Er wurde im Rahmen des Geheimen Moskauer Militäprozesses, dem „Fall Tuchatschewski“, verurteilt und am 12. Juni 1937 erschossen. Seine Rehabilitierung erfolgte posthum am 31. Januar 1957.

## Biografie
Feldman wurde 1890 als Kind eines jüdischen Zimmermanns geboren. In seiner Jugend beteiligte er sich an revolutionären Aktionen und wurde mehrfach verhaftet. Im Russischen Bürgerkrieg war er von 1918 bis 1922 Stabssekretär des Brjansker Gebiets. Nach dem Bürgerkrieg war er von 1922 bis 1925 Kommandant des 17. und von 1925 bis 1928 des 19. Schützenkorps. Feldman war von 1928 bis 1934 Stabschef des Leningrader Militärbezirks sowie von 1934 bis 1937 Mitglied des Verteidigungsrates der UdSSR und in der Verwaltung der Roten Armee tätig. 1935 wurde ihm der Rang des Korpskommandeurs verliehen. Im Jahr 1937 übernahm Feldman den Posten des stellvertretenden Kommandeurs des Moskauer Militärbezirks.
Im Mai des Jahres 1937 wurde Feldman von allen Ämtern entbunden, aus der kommunistischen Partei ausgeschlossen und verhaftet. Er wurde am 12. Juni 1937 gemeinsam mit Michail Tuchatschewski, Iona Jakir und anderen Offizieren im Keller des Obersten Militärgerichts der UdSSR erschossen. Dies war der Auftakt der blutigen Säuberungen innerhalb der Roten Armee.
Im Jahr 1957, nach Stalins Tod und dem XX. Parteitag der KPdSU wurde Feldman wie auch Tuchatschewski und zahlreiche andere Offiziere vollständig rehabilitiert.